# Feldstonia
Feldstonia é um género botânico pertencente à família Asteraceae.